# Saint-Urbain (Wandea)
Saint-Urbain – miejscowość i gmina we Francji, w regionie Kraj Loary, w departamencie Wandea.
Według danych na rok 1990 gminę zamieszkiwało 621 osób, a gęstość zaludnienia wynosiła 38 osób/km² (wśród 1504 gmin Kraju Loary Saint-Urbain plasuje się na 775. miejscu pod względem liczby ludności, natomiast pod względem powierzchni na miejscu 722.).